# بالا بوکان
بالا بوکان (به لاتین: Bala Bowkan) یک منطقهٔ مسکونی در افغانستان است که در ولایت بادغیس واقع شده‌است.